# Frederico Paredes
Frederico Paredes   (Lisboa, 31 de gener de 1889 - 4 de novembre de 1972) va ser un tirador d'esgrima portuguès que va competir en els anys posteriors a la Primera Guerra Mundial.
Especialista en espasa, el 1920 va prendre part al Jocs Olímpics d'Anvers, on disputà dues proves del programa d'esgrima. Fou quart en la prova d'espasa per equips i quedà eliminat en sèries en la d'espasa individual. Quatre anys més tard, als Jocs de París, fou novament quart en la prova d'espasa per equips i tornà a quedar eliminat en sèries en la d'espasa individual. La tercera i darrera participació en uns Jocs fou el 1928, a Amsterdam. En aquests Jocs va guanyar la medalla de bronze en la prova d'espasa per equips i quedà eliminat en semifinals en la d'espasa individual.